# Operation Anubis
| Operation Anubis |
| --- |
| Läget utanför ekonomidepartementets byggnad i Barcelona, samtidigt som myndigheten genomsöktes av Guardia Civil. - Typ av händelse – spansk polisaktion - Tid och plats – 20 september 2017–december 2017, Katalonien ( Spanien) - Mål – återställa respekten för Spaniens grundlag; undanröja risken för eventuellt utlysande av katalansk självständighet - Utlösande faktor – katalanskt parlamentsbeslut att anordna folkomröstning om regionens självbestämmande (autodeterminació) - Omfattning – polisinsats med cirka 16 000 inkallade, inklusive beslag av röstsedlar och gripanden (14 personer) av tjänstemän och politiker - Konsekvenser – massdemonstrationer i katalanska städer, internationella protester och parlamentsdiskussioner, fortsatta förberedelser inför folkomröstningen |

Operation Anubis (spanska: Operación Anubis) var en samlad spansk polisinsats runt den 20 september 2017. Den riktades mot förberedelserna för den ensidigt utlysta katalanska folkomröstningen den 1 oktober, själva folkomröstningen samt de direkta konsekvenserna av den. Insatsen är del av en större polisinsats – Operation Copérnico – där under hösten extrainkallade spanska polisstyrkor upprätthållit spansk lag och ordning i den oroliga regionen.
Insatsen, som inkluderade olika delar av det spanska polisväsendet, medförde bland annat 14 gripanden av inblandade tjänstemän, husrannsakningar och beslagtaganden av miljontals röstsedlar. Ingripandet ledde till stora demonstrationer i katalanska städer och internationell oro över utvecklingen. Folkomröstningen (som saknade stöd i Spaniens grundlag) och polisinsatserna emot den är del av en spansk konstitutionell kris.
De extrainkallade spanska polisstyrkorna i regionen (16 000 mot normalt 6 000) var också delaktiga i införandet den 27/28 oktober samma år av spanskt direktstyre över regionen. Bland annat avsattes regionregeringen, varefter denna kallades in till förhör i Madrid efter utlysande av en mängd arresteringsorder.

## Bakgrund
Relationerna mellan det regionala styret i Katalonien – Generalitat de Catalunya – och Spaniens regering har successivt försämrats under en lång följd av år. I mitten av 00-talet sökte Katalonien ett utökat självstyre, med bland annat egna polisstyrkor och större ekonomisk frihet. Den socialistiska spanska regeringen (ledd av Zapatero) och den då likaledes socialiststyrda katalanska regionregeringen förhandlade till slut fram nya katalanska autonomistatuter. Det egna polisväsendet ersatte 2008 helt Spaniens motsvarighet i regionen, men många andra delar av avtalet kom inte till stånd efter motstånd från Spaniens författningsdomstol. Efter Partido Populars och Mariano Rajoys övertagande av regeringsmakten 2011 har diskussioner mellan "Madrid" och "Barcelona" i ämnet mer eller mindre upphört, och de båda parterna har stått långt från varandra.

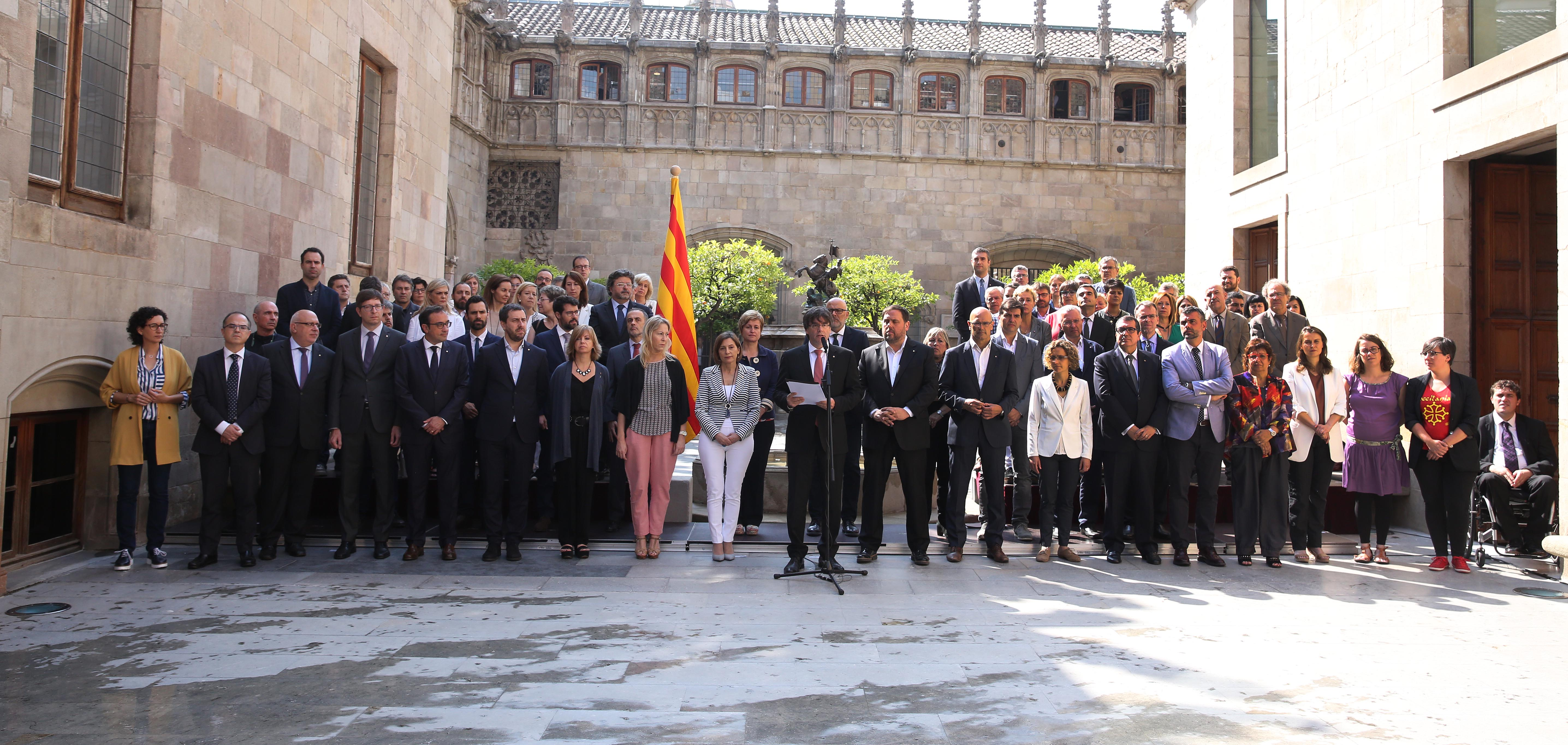
9 juni 2017 utlyste den katalanska regionregeringen en folkomröstning om Kataloniens självbestämmande (katalanska: Referèndum d'Autodeterminació de Catalunya), till den 1 oktober. Detta bekräftades i Kataloniens parlament den 6 september.

Sedan 2012 har Kataloniens nationaldag varit en dag för stora och politiskt inriktade massdemonstrationer. De har samordnats av (kultur)politiska massrörelser som Òmnium Cultural (grundad 1961) och ANC (grundad 2011), och stötts öppet av flera nationalistiska katalanska partier. Bland de senare finns ERC, CDC och CUP, vilka tillsammans sedan regionvalen 2015 kontrollerar röstmajoriteten i Kataloniens parlament.
9 november 2014 anordnades en rådgivande folkomröstning om Kataloniens politiska status. Folkomröstningen motarbetades av den spanska regeringen och fick omarbetas flera gånger. Resultatet blev ett lågt röstetal men en stark övervikt för katalansk full självständighet bland de röstande. Den nuvarande katalanska regionregeringen gick till val för att genomföra en ny folkomröstning, med förhoppningen att ett positivt utfall skulle kunna leda till utropandet av ett Katalonien självständigt från Spanien. Denna process eller rörelse – på katalanska ibland benämnd Procés constituent, eftersom en författning för en framtida katalansk republik samtidigt utarbetas – har setts på med oro från den spanska regeringen.
Den spanska centralregeringen har samtidigt genomgått sin egen kris, efter att de fyra stora partierna i Spaniens deputeradekammare haft stora svårigheter att samarbeta. Under 2016, och efter ett nyval, kunde en ny spansk regering dock bildas och endast med stöd av ett av småpartierna, det Baskiska nationalistpartiet. Över 20 procent av Spaniens BNP produceras av katalanerna (som utgör en knapp sjättedel av landets befolkning), vilket innebär att vad som händer i landsändan påverkar den spanska ekonomin i sin helhet.

## Händelseutveckling

### Tillslag och gripanden
Operation Anubis inleddes den 20 september genom ingripanden av Guardia Civil (som bland annat fungerar som säkerhetspolis), på order av åklagare nummer 13 i Barcelona, Juan Antonio Ramírez Sunyer. Polisen genomsökte olika byggnader med koppling till den katalanska regionregeringen och arresterade 14 företagsledare och tjänstemän i ledande ställning med koppling till folkomröstningen. Alla de gripna har fram till 22 september släppts; alla har åtalats eller kommer att åtalas för förskingring av allmänna medel, ohörsamhet och maktmissbruk. Sammanlagt gjorde den spanska polisen under dagen 42 olika tillslag.
I samband med sina genomsökningar ockuperade polisstyrkorna tillfälligt kanslibyggnaderna för regionens centrala ekonomi-, utrikes-, arbetsmarknads- och socialmyndigheter, liksom deras annex.
Senare genomfördes tillslag mot flera tryckerier och lagerlokaler, där bland annat tio miljoner röstsedlar togs i beslag. Redan den 18 september hade 1,4 miljoner kampanjaffischer beslagtagits.

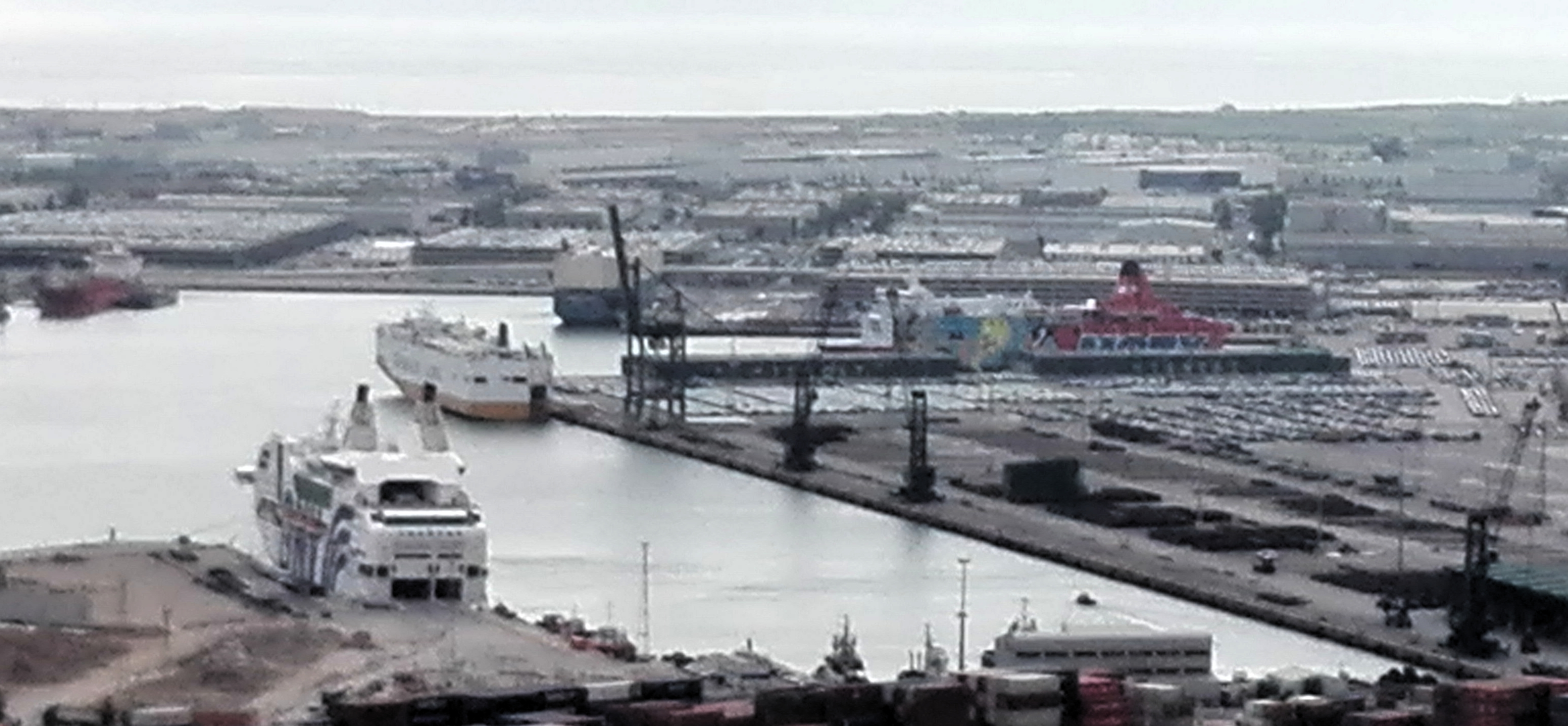
Fartygen M/S Rhapsody (t.v.) och M/S Moby Dada (t.h.), här vid kaj i Barcelonas hamn, hyrdes in för att frakta och härbärgera extra polisstyrkor.

Uppemot 5 000 – senare justerat till 6 000 och därefter 10 000 – extrainkallade polismän beräknas vara kopplade till aktionen. De spanska polismyndigheterna har dragit in all semesterledighet för all spansk polispersonal fram till 5 oktober. För att underlätta logistiken har den spanska polisen hyrt in tre färjor och kryssningsfartyg, vilka lagts vid kaj i Barcelona och Tarragona. Hamnpersonalen i båda städerna har inlett bojkott mot all lastning och dylikt relaterad till dessa fartyg.
Vid sidan av gripanden av personer och materiel som tagits i beslag har insatser gjorts mot andra delar av det katalanska samhället. Drygt 700 av Kataloniens 947 kommuner leds av borgmästare som har Kataloniens framtida självständighet (eller åtminstone stöd till en folkomröstning om den) på sin politiska agenda. I samband med tillslagen i Barcelona fick vissa alternativt alla dessa borgmästare inställelseorder för att förklara sin ståndpunkt för rättsväsendet.

### Ekonomisk kontroll
Samtidigt har den katalanska regionregeringen tvingats överlämna den ekonomiska kontrollen (motsvarande fullständig budgetkontroll) över sina banktillgångar till Spaniens ekonomiministerium. Detta skedde efter gnissel i samarbetet mellan Spaniens och Kataloniens ekonomimyndigheter; tidigare under sommaren accepterade Kataloniens "finansminister" Oriol Junqueras att lämna tydligare ekonomirapporter till Spaniens finansminister Cristóbal Montoro. Att dra tillbaka utgiftskonton kopplade till en kommande folkomröstning ville han dock inte.
Den spanska regeringen garanterar att normala och redan beslutade utbetalningar ska ske. Däremot kommer alla utgifter med koppling till den planerade folkomröstningen att tas bort. Den katalanska regionregeringen har kunnat genomföra september månads löneutbetalningar till Kataloniens regionanställda, efter att Spaniens ekonomiministerium kontrollerat att pengarna inte var kopplade till folkomröstningen.
Hur länge Spanien ska behålla kontrollen av Kataloniens regionala ekonomipolitik är inte beslutat. Från det katalanska regionstyret sades redan tidigare i månaden att Spaniens åtgärder dittills inneburit att paragraf 155 i Spaniens författning nu i praktiken utlösts, vilket innebär att regionens autonomi ersatts av centralstyre från Madrid. Detta förnekas dock av spanska regeringsrepresentanter, vilka hävdar att åtgärderna endast är tillfälliga. Inga garantier har heller givits för fortsatt ekonomiskt stöd till det det katalanska språket av den spanska regeringen, som så sent som i maj 2017 strök informationstexter på katalanska ur handledningen för självdeklarationen.

### Veckan före folkomröstningen

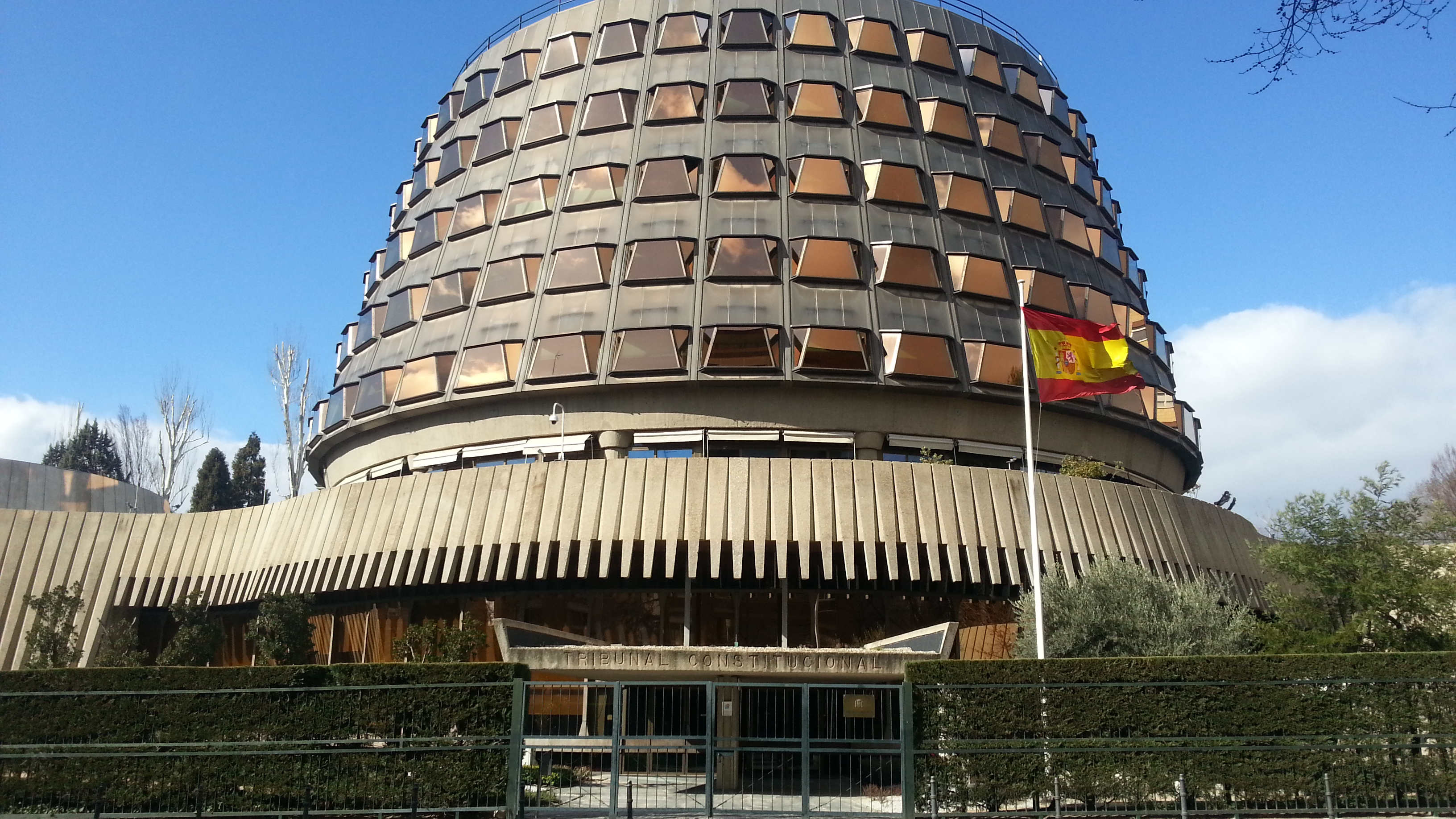
I Spaniens författningsdomstol fattas många beslut relaterade till den spanska författningen och lagöverträdelser mot denna.

Olika studentgrupper i bland annat Barcelona har inlett permanenta massmöten/demonstrationer, tänkta att vara till (över) den 1 oktober. Information om den utlysta folkomröstningen har trots polisens beslag och tekniska åtgärder fortsatt att spridas. Den planerade folkomröstningsportalen på Internet har flera gånger fått byta adress, efter att man på spansk regeringsorder låtit blockera den ursprungliga domänadressen. Annonsering för regionregeringens ursprungliga kampanjfilm om folkomröstningen har förbjudits, men på ett antal katalanska webbtidningar länkas den fortsatt till via en suddig länkbild med en överstruken svart/vit "tejp" och texten "Censurat" ('censurerad").
Samtidigt har alla (ledande) valkommissionärer belagts med stora dagliga böter för sin roll. GdC har för att skydda valkommissionärerna från rättsligt efterspel entledigat, något som enligt Spaniens förförfattningsdomstol inte frikänner dem bötesföreläggandet.
Den 22 september meddelade Spaniens inrikesminister Juan Ignacio Zoido att man sökte samordna de olika polisstyrkorna som verkade i regionen, via formuleringen att kunna hjälpa den regionala Mossos d'esquadra att upprätthålla ordningen. Detta tolkades av Kataloniens egen inrikesminister Joaquim Forn som att Spanien försökte ta över kontrollen över den katalanska polisen, och både ledningen för Mossos och regionregeringen har sagt nej till en sådan samordning/kontroll. Det spanska inrikesministeriet skickade under dagen polisförstärkningar till Katalonien, med hänvisning till oroligheterna (det vill säga de enligt det katalanska inrikesdepartementet lugna gatudemonstrationerna) i regionen.
Stöd för den utlysta folkomröstningen kom den 21 september från 300 katalanska präster, munkar och diakoner från Kataloniens tio stift. Däremot har representanter för den parlamentariska oppositionen i Katalonien (främst Ciudadanos, PSC och PP) uttalat sig i hårda ordalag omkring det ansvarslösa i att fortsätta förbereda den ifrågasatta och olagligförklarade folkomröstningen. Partisekreteraren för PDeCAT (koalitionsmedlem i den katalanska regeringen) Marta Pascal erkände den 22/9 att det under rådande omständigheter inte gick att utropa någon katalansk självständighet snart efter en eventuell seger för Ja i folkomröstningen.

### Valdagen och dess efterspel
Spaniens nationella polisstyrkor utökades fram till 1 oktober till minst 16 000. Under valdagen beslagtogs valurnor vid flera hundra vallokaler som i många fall "försvarades" av väljare. Den katalanska regionpolisen verkade för undvika konfrontationer mellan väljare och spansk (kravall)polis.
Den nationella spanska – kravallutrustade – polisens försök att tränga in i vallokalerna ledde till uppemot 900 skadade, ett antal av dem via beskjutning med gummikulor. Enligt meddelande från det katalanska hälsodepartementet 6 oktober togs 844 personer om hand på regionens sjukhus och vårdcentraler, vilket ska ha fördelat sig på följande katalanska regioner:
- Barcelonaregionen: 355 (varav 294 i Barcelonas kommun, 46 i nordliga förorter och 15 i sydliga förorter)
- Centrala Katalonien: 46
- Girona: 249
- Tarragona: 27
- Lleida: 111
- Terres de l'Ebre: 55
- Alt Pirineu i Aran: 1

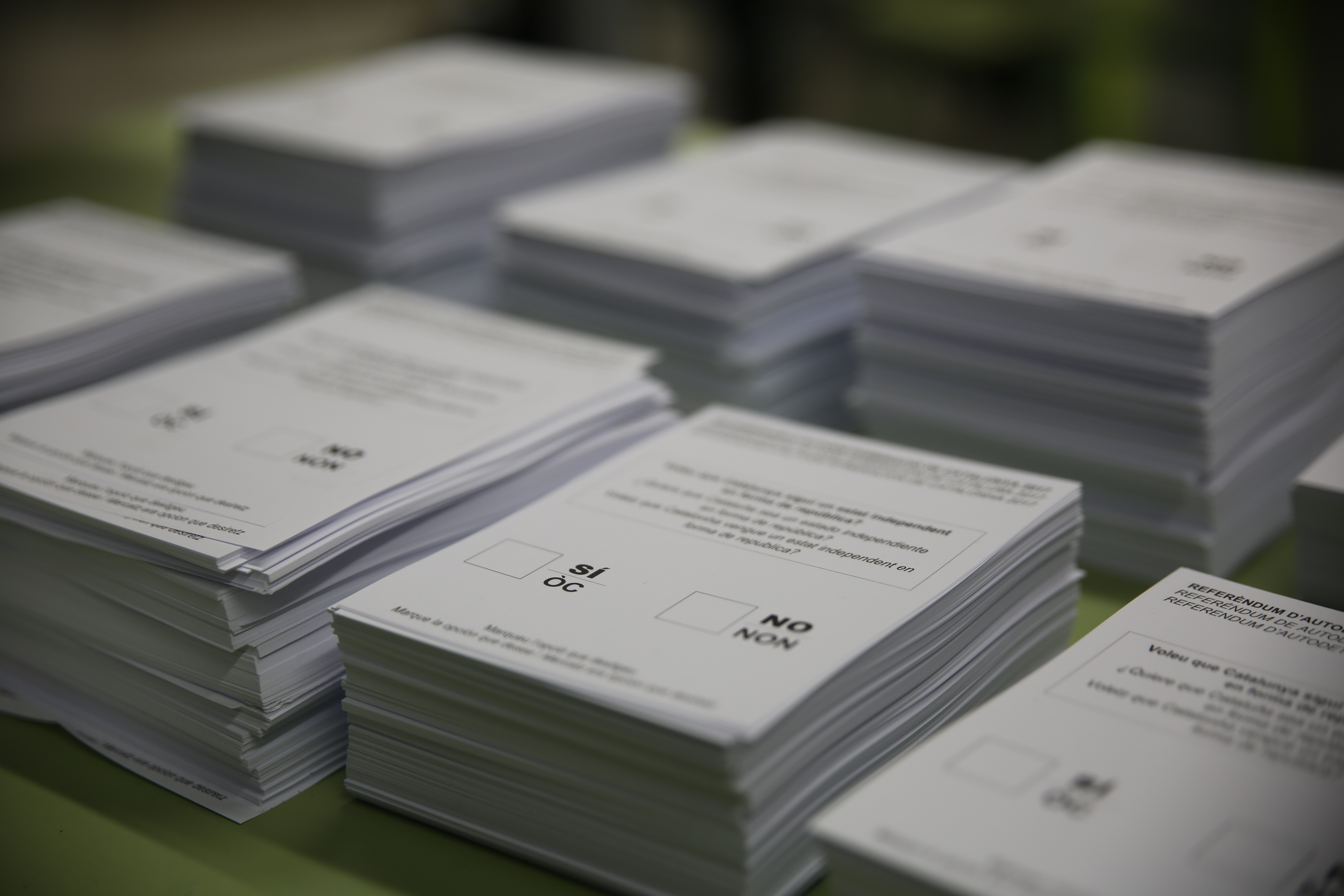
De olagliga röstsedlarna.
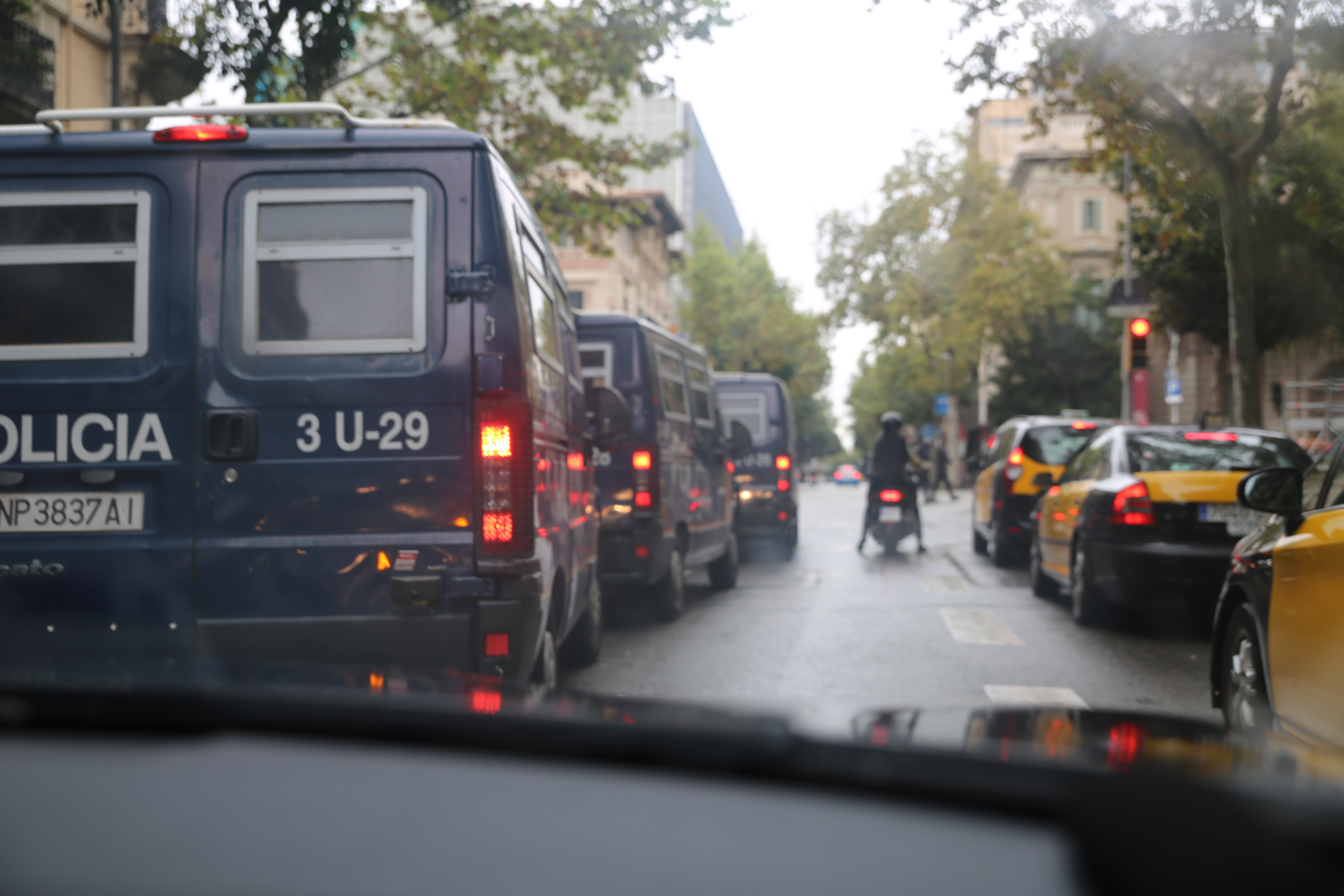
Spanska polisfordon den 1 oktober, i Barcelona.
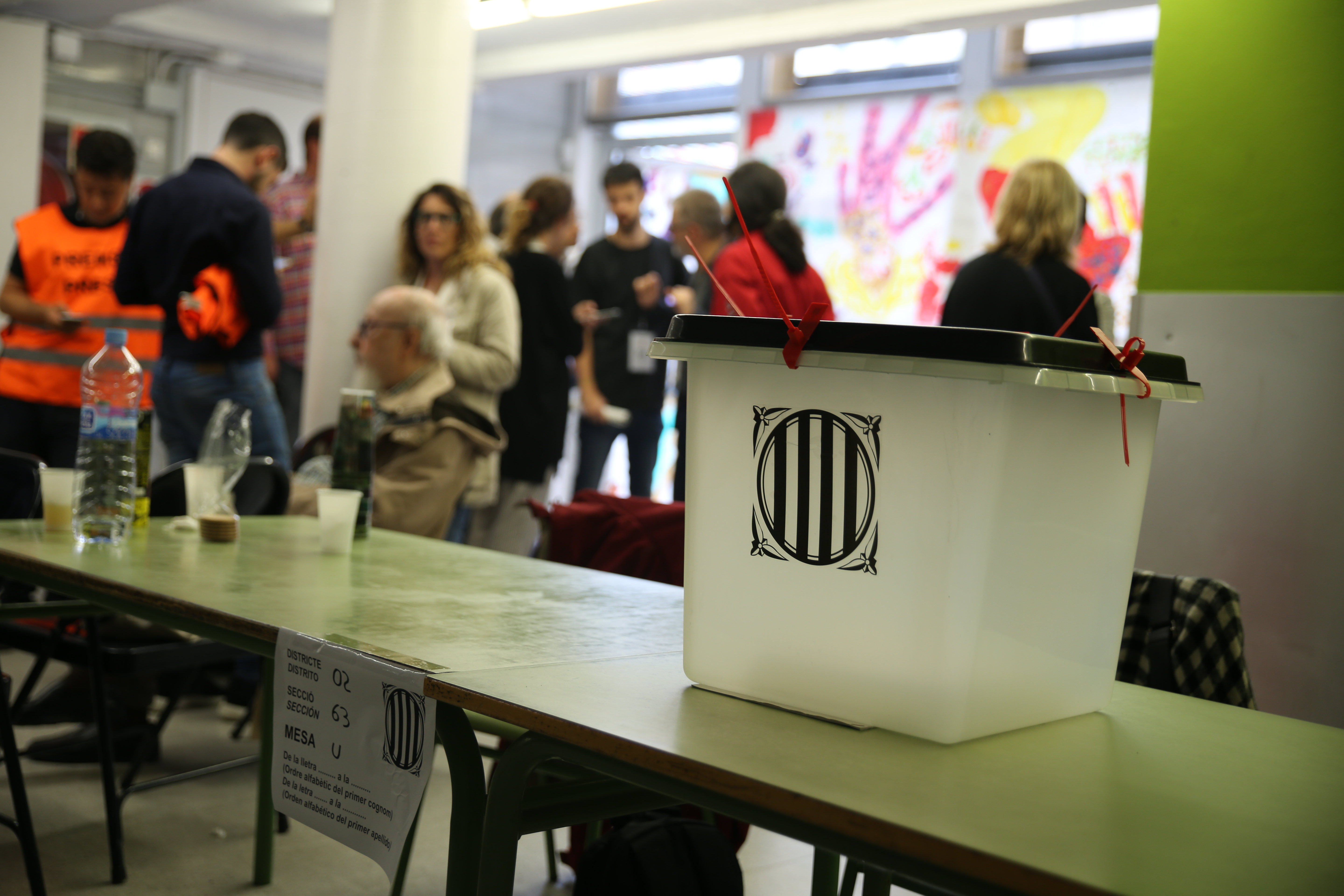
Valurna i vallokal under dagen för folkomröstningen.
- Spansk polisman avlossar en gummikula.

Under valdagen beslagtogs valurnor vid flera hundra vallokaler som i många fall "försvarades" av väljare. Den katalanska regionpolisen agerade i många fall passivt, i syfte att upprätthålla allmän ordning, medan enheter ur Guàrdia civil och Policía Nacional gjorde ett antal räder mot väljare och sittande demonstranter som bevakade vallokalerna.
Enligt preliminära rapporter från det katalanska regionstyret avlämnades drygt två miljoner röster, varav cirka 92 procent röstade för ja och cirka 8 procent för nej. Vid cirka 200 vallokaler konfiskerades rösterna, valurnorna eller omöjliggjordes valet på grund av polisinsatser. Enheter ur den katalanska regionpolisen var också aktiva med att stänga vallokaler, men dessa stängningar skedde utan våld. Dessutom konfiskerade folkomröstningsmaterial veckorna före valdagen vid ett stort antal tillfällen.

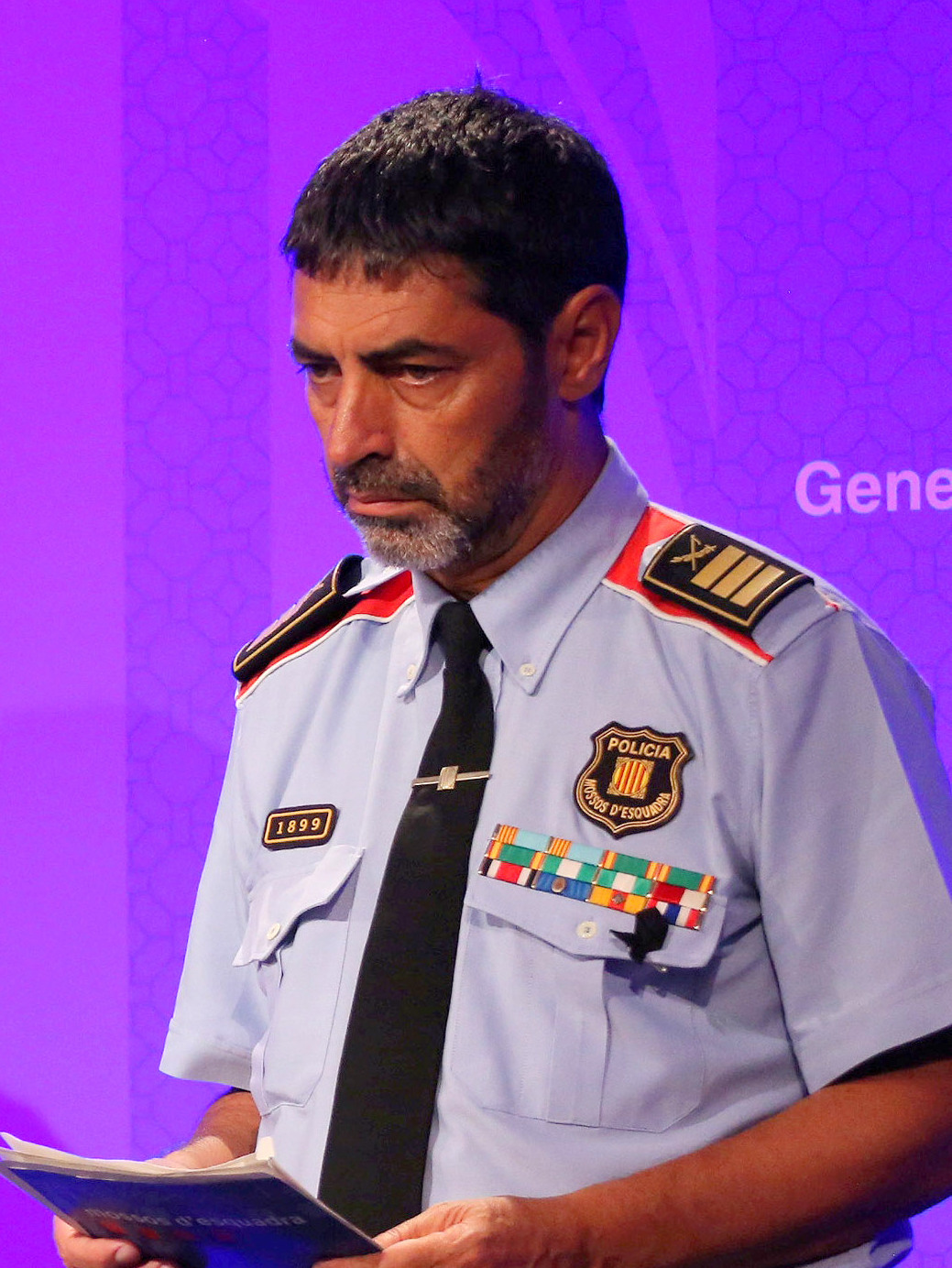
Josep Lluís Trapero, chef för Mossos d'Esquadra från juni till oktober 2017, fick stor uppmärksamhet i samband med folkomröstningen.

De extrainkallade spanska polisstyrkorna i Katalonien (åtminstone de som logeras i de chartrade färjorna i Barcelonas hamn) meddelas vara kvar i regionen tills åtminstone 11 oktober. Detta är två dagar efter en utlyst session i Kataloniens parlament med ett eventuellt utropande av Kataloniens självständighet på agendan. Så dags är också röstsammanräkningen från folkomröstningen slutförd.
16 oktober 2017 arresterades Jordi Cuixart och Jordi Sànchez av Guardia Civil, åtalade för uppvigling. De båda är ledare av Òmnium Cultural respektive Assemblea Nacional Catalana, två kulturpolitiska katalanska organisationer med starka kopplingar till senare års katalanska självständighetsprocess. De båda ledde gatuprotester i Barcelona i samband med det spanska polistillslaget den 20 oktober och har lett organiserandet av senare års manifestitationer på Kataloniens nationaldag. Samtidigt inkallades Josep Lluís Trapero, överpolischef för Mossos d'Esquadra, till förhör och fråntogs sitt spanska pass. Även han ses som delaktig i det katalanska motståndet mot spansk rättsskipning, och i samband med införandet av spanskt direktstyre den 27/28 oktober avskedades han från sin post till förmån för hans närmaste man.

### Resten av hösten
De extrainkallade spanska polisstyrkorna var kvar i regionen under större delen av hösten. De deltog bland annat i övervakandet av situationen i samband med Spaniens införande av direktstyre i regionen den 27/28 oktober. I slutet av november minskades den extrainkallade polisstyrkan till 3 000 personer, vilka bland annat avdelades till att övervaka det utlysta nyvalet 21 december till Kataloniens parlament.
Senast 30 december avslutades Operation Copérnico / Operation Anubis. Då löpte de tre chartrade kryssningsfartygen och dess extrainkallade polisstyrkor ut ur hamnarna i Barcelona och Tarragona.

## Reaktioner
Operation Anubis och de genomförda polisinsatserna ledde snabbt till spontanta folksamlingar och demonstrationer (till stöd för folkomröstningen och "rätten att rösta") i ett antal katalanska städer. Den 20 september samlades cirka 40 000 personer (enligt beräkningar av Barcelonas myndigheter) vid eller i närheten av den regionala ekonomimyndigheten, medan tiotusentals demonstrerande – många studenter från Barcelonas olika universitet – dagen efter samlades vid Kataloniens högsta domstol. Domstolen ses av många som en del av den spanska juridiska apparat som vill stoppa Kataloniens rätt till självbestämmande.
I sociala medier drogs även jämförelser mellan polisaktionen och den politiska situationen i Turkiet. En av de mest delade twittermeddelandena den 20 september var den spanskspråkiga texten "Hoy tenemos un dia muy claro en Barcelona. Se ve Turquía." ('Det är mycket klart väder i Barcelona idag. Man ser ända till Turkiet.') För övrigt släpptes den turkisksvenske journalisten Hamza Yalcin ur häktet den 28 september, efter en dryg månads spansk arrest (i Barcelona) på grund av en Interpol-efterlysning gjord av Turkiet.
Stora folkmassor till stöd för det katalanska regionstyret och emot polisingripandena samlades även i städer som Tarragona, Vic, Girona och Lleida. Utanför själva Katalonien skedde sympatidemonstrationer i bland annat Valencia och i mindre omfattning i Madrid.
Polisaktionen har lett till internationella reaktioner. Representanter från Europeiska unionen ser på händelseutvecklingen med oro men betraktar den som en intern spansk angelägenhet. Ledande politiker i bland annat Skottland (Nicola Sturgeon och Alex Salmond) har uttalat sitt stöd för den katalanska rätten till självbestämmande, och ett antal spanska politiska partier med koppling olika spanska regioner har samfällt protesterat mot Operation Anubis. Även motståndare mot katalansk självständighet har menat att Mariano Rajoys metoder att försöka lösa "det katalanska problemet" i själva verket gynnat separatiströrelsen.
Kravallpolisens insatser för att förhindra folkomröstningen ledde till utlysandet av en katalansk generalstrejk den 3 oktober. Under veckan arrangerades demonstrationer både för och emot polisinsatserna, folkomröstningen och den katalanska regeringspolitiken i olika katalanska städer, och allmänna kastrullkonserter (katalanska: cassolades; spanska: caceroladas) från balkonger hördes många kvällar. På söndagen den 8 oktober samlades till stora demonstrationer i Barcelona till stöd för en dialog och Spaniens enhet.

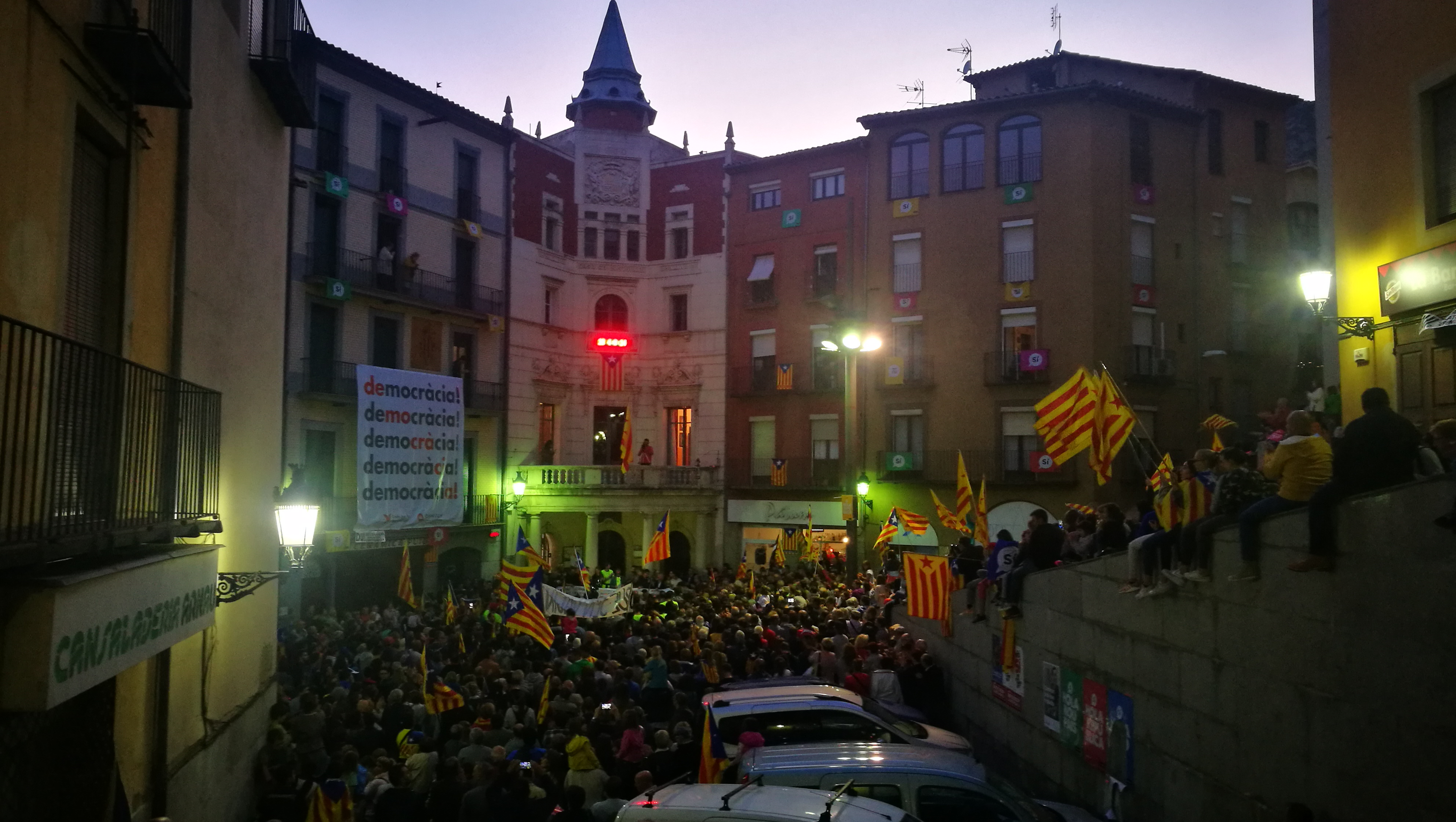
Demonstration i Berga.
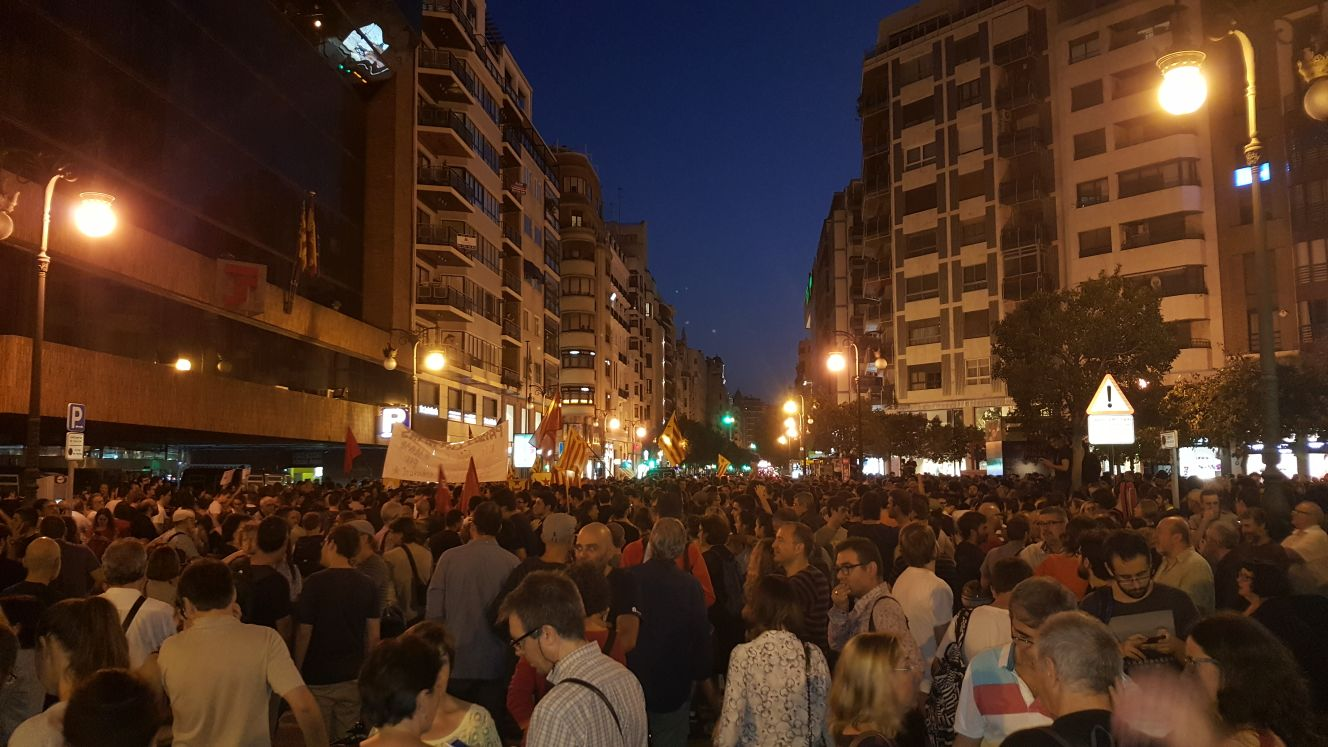
Demonstration i Valencia.
Demonstration framför ekonomidepartementets byggnad i Barcelona.

## Anhållna personer
De flesta anhållna personerna arbetar på höga tjänstemannaposter inom Generalitat de Catalunya. De har senare släppts, men alla har rättsligt åtal att vänta.
1. David Franco, utvecklingschef på regionens teknologi- och kommunikationsdepartement
2. Pau Furriol, ägare av en industrifastighet där de beslagtagna röstsedlarna påträffades
3. Natàlia Garriga i Ibáñez, administrativ chef under regionens vicepresident
4. Joan Ignasi Sánchez, kabinettsassessor vid regerings-, administrations- och bostadsdepartementet
5. Josep Maria Jové i Lladó, generalsekreterare under vicepresidenten samt på ekonomi- och finansdepartementet
6. Joan Manel Gómez, anställd vid ekonomi- och finansdepatementet
7. Mercè Martinez Martos, tekniker under vicepresidenten
8. Josep Masoliver, chef på Stiftelsen puntCat (kopplad till toppdomänen .cat).
9. David Palanques, projektledare på arbets-, social- och familjedepartementet
10. Xavier Puig Farré, chef påteknologi- och kommunikationsdepartementet
11. Rosa María Rodríguez Curto, tjänsteansvarig på företaget T-Systems
12. Josuè Sallent Rivas, strategi- och utvecklingschef på CTTI (centre för telekommunikation och IT)
13. Lluís Salvadó, sekreterare på Kataloniens skattemyndighet
14. Francesc Sutrias, generaldirektör för äganderätt vid regionstyret